# 보일의 법칙

보일의 법칙

보일의 법칙(Boyle's law)은 용기의 부피가 감소할 때 용기 내 기체의 압력이 증가하는 경향을 나타내는 실험 법칙이다.
보일의 법칙에 대한 현대적인 정의는 다음과 같다.

온도와 기체의 양이 일정한 닫힌 계 내에서 일정한 질량의 이상 기체가 가하는 절대압력은 그것이 차지하고 있는 부피에 반비례한다.

수학적으로 보일의 법칙은 다음과 같이 쓸 수 있다.

(1) {\displaystyle P\propto {\frac {1}{V}}}
(2) {\displaystyle PV=k}
({\displaystyle P} : 기체의 압력, {\displaystyle V} : 기체의 부피, {\displaystyle k} : 상수)

비례 상수 {\displaystyle k}는 기체의 종류와 온도에 따라 다르며, 이러한 조건들이 고정되면 {\displaystyle k}의 값도 일정하다.
이 방정식은 밀폐된 공간에서 온도가 일정할 때 일정한 질량의 기체에 대해 압력과 부피의 곱은 상수라는 의미다. 따라서 같은 조건에서 압력과 부피의 변화가 있다면 아래와 같이 표현할 수 있다.
{\displaystyle P_{1}V_{1}=P_{2}V_{2}}
이 방정식은 기체가 담긴 용기의 부피가 증가하면 그에 비례해서 기체의 압력은 감소함을 보여준다. 마찬가지로 부피가 감소하면 압력은 증가한다.
이 법칙의 이름은 1662년 이 법칙을 담은 논문을 발표한 화학자이자 물리학자인 로버트 보일의 이름에서 유래했다.

## 역사

보일이 실제로 실험에서 얻은 데이터

압력과 부피 사이의 관계는 17세기 리처드 토우넬리와 헨리 파워가 처음으로 기록을 남겼다. 로버트 보일은 실험을 통해 그들의 발견을 확증하고 그 결과를 발표했다. 이 때 보어의 실험기구를 제작해 준 사람으로 로버트 후크가 있었다고 전해진다. 보일의 법칙은 공기를 가지고 한 실험에 기반한다. 보어는 공기를 보이지 않는 작은 스프링들로 고정된 입자로 보았다. 당대에 공기는 여전히 4원소 중 하나로 간주되었으나, 보일은 이에 동의하지 않았다. 보일은 생명에 필수적 원소로서의 공기를 주로 연구했으며 연구 활동의 일환으로 공기가 없을 때 식물의 생장에 대한 논문을 출판하였다. 보일은 막힌 J 모양의 유리관에서 한쪽에 수은을 부은 후 다른 쪽에 공기를 눌러서 압력을 가하는 방식으로 실험을 진행했다. 수은의 양도 바꾸어가고 온도 등의 통제변인을 적절히 설정하여 수 차례 실험한 결과, 보일은 기체의 압력은 그 기체가 차지한 부피에 반비례한다는 것을 발견하여 1662년에 논문으로 발표한다. 1672년에는 프랑스의 물리학자 에듬 마리오트(1620-1684)는 보일과는 별개로 같은 법칙을 발견한다. 보일의 법칙이 영미권에서 마리오트의 법칙 또는 보일-마리오트의 법칙이라고 불리기도 하는 까닭이 바로 그것이다. 후에 아이작 뉴턴은 1687년 《자연철학의 수학적 원리》에서 탄성력이 있는 유체의 보이지 않는 입자가 서로 척력이 작용할 때 밀도가 압력에 정비례해야 한다고 논증했으나 실험 결과에 대한 물리적인 설명은 아니었다. 유체에 대한 정적 모델 대신 19세기 말엽에 제임스 클러크 맥스웰과 루트비히 볼츠만에 의해 기체분자운동론이 등장함으로써 기체의 부피와 압력의 관계가 더 정밀한 방정식으로 서술된다.

## 정의
질량과 온도가 일정할 때 이상기체의 압력과 기체의 부피는 반비례한다는 것이 보일의 법칙의 핵심이다.

### 기체분자운동론과 이상기체와의 관계
대부분의 기체들은 적당한 압력과 온도에서 이상기체처럼 행동한다. 17세기의 기술은 높은 압력이나 낮은 온도를 생산해낼 수 없었고, 이에 따라 보일의 법칙의 예외를 관찰하는 것은 불가능했다. 이후 기술이 발달하고 더 높은 압력과 더 낮은 온도를 만들어낼 수 있게 되면서 실제기체에서도 만족하는 공식이 필요해졌다. 실제기체와 이상기체의 차이는 압축인자를 도입함으로써 해결했다.
보일과 마리오트는 오로지 실험을 통해서 이 법칙을 얻어냈지만, 실제로는 분자의 움직임과 완전탄성충돌을 가정한 후 수식을 유도해서 얻어낼 수도 있다. 그러나 이러한 가정은 실증주의 과학계에서 거대한 저항을 마주치게 된다. 실제로 이러한 논증은 실험적 증거의 부재로 인해 순전히 이론적인 논증으로만 여겨졌다.
1737년 즈음에 다니엘 베르누이는 분자 수준에서 뉴턴 운동 법칙을 적용하여 보일의 법칙을 얻어낸다. 그러나 이는 1845년 존 제임스 워터스톤이 운동론의 주요 수칙들을 세운 논문을 출판하기 전까지 영국 왕립학회에서 철저하게 무시되었다. 이후 제임스 프레스콧 줄, 루돌프 클라우지우스의 연구와 루트비히 볼츠만에 의해 기체분자운동론이 설립됨에 따라 이전에 베르누이와 워터스톤의 업적들이 다시 주목을 받기 시작한다.
원자론 지지자들과 열역학자들 사이의 토론은 볼츠만이 1898년에 책을 쓰게 되는 직접적인 계기가 된다. 그러나 1906년에 자살할 때까지 이 책에 대한 많은 비판을 견뎌야만 했다. 알베르트 아인슈타인은 1905년에 기체분자운동론이 유체들에 매달린 입자들의 브라운 운동에 어떻게 적용될 수 있는지를 보이고, 장 바티스트 페랭은 이를 확증한다.

### 방정식
보일의 법칙을 수학적으로 나타내면 다음과 같다.
{\displaystyle PV=k}
이 때 각 변수는 각각 다음을 의미한다.
- P는 계의 압력을 의미한다.
- V는 기체의 부피를 의미한다.
- k는 계의 온도와 기체의 양에관련된 상수이다.

온도만 일정하다면 계가 작동할 때 보유하는 에너지의 양은 불변하고, k 역시 일정하게 유지된다. 그러나 압력의 사전적 정의인 "수직 방향으로 적용되는 힘"과 충돌이론상의 정의가 서로 다르기 때문에 엄밀하게 말하자면 k가 일정한 값으로 계속 유지되고 있는 것은 아니다. 처음 측정했을 때의 온도를 유지하고, 기체의 양을 유지하면서 기체의 부피만을 증가시킬 때 압력은 이에 반비례하여 감소한다.
기체의 유출만 없다면 처음 상태와 최종 상태의 압력과 부피의 곱은 항상 동일하다. 이를 방정식으로 나타내면 다음과 같다.
{\displaystyle P_{1}V_{1}=P_{2}V_{2}.\,}
P1과 V1는 처음 상태의 압력과 부피를, P2과 V2는 최종 상태의 압력과 부피를 의미한다.
보일의 법칙과 샤를의 법칙, 게이뤼삭의 법칙을 모두 결합한 법칙이 바로 아보가드로 법칙이다. 아보가드로법칙을 조금 더 일반화시킨 것이 이상기체상태방정식이다.

## 인간의 호흡계
사람의 호흡계통이 작동하는 원리 역시 보일의 법칙을 따른다. 폐의 부피가 증가하고 감소할 때 폐 속 공기의 압력이 낮아지고 높아지는 것이 바로 이 법칙에 의한 현상이다. 이처럼 폐 내부 공기의 압력과 외부 환경 사이에 압력의 차이가 발생하게 되고. 결국 공기가 높은 압력에서 낮은 압력으로 움직임에 따라 숨을 들이마시고 내뱉는 것이 가능해진다.

## 같이 보기
- 샤를의 법칙
- 아보가드로의 법칙
- 이상기체 상태방정식
- 로버트 보일